# Prothymina
Sous-tribu
Synonymes
- Dromicina Thomson, 1859
- Caledonicini W. Horn, 1893
- Dromicitae J. Thomson, 1859
- Euryodini W. Horn, 1899
- Prepusini W. Horn, 1899
- Prothymini W. Horn, 1906

Les Prothymina forment une sous-tribu des coléoptères de la famille des Carabidae, de la sous-famille des Cicindelinae et de la tribu des Cicindelini.

## Genres
Baloghiella - 
Caledonica - 
Caledonomorpha - 
Calyptoglossa - 
Cenothyla - 
Cheilonycha - 
Darlingtonica - 
Dilatotarsa - 
Dromica -  
Euryarthron -  
Heptodonta -       
Neochila -  
Odontocheila - 
Opisthencentrus - 
Oxygonia - 
Oxygoniola - 
Paraphysodeutera - 
Pentacomia - 
Peridexia - 
Phyllodroma - 
Physodeutera - 
Pometon - 
Prepusa - 
Probstia - 
Pronyssa - 
Pronyssifaormia -   
Prothyma - 
Ronhuberia - 
Socotrana -  
Stenocosmia - 
Vata - 
Waltherhornia